# Georges Ulmer

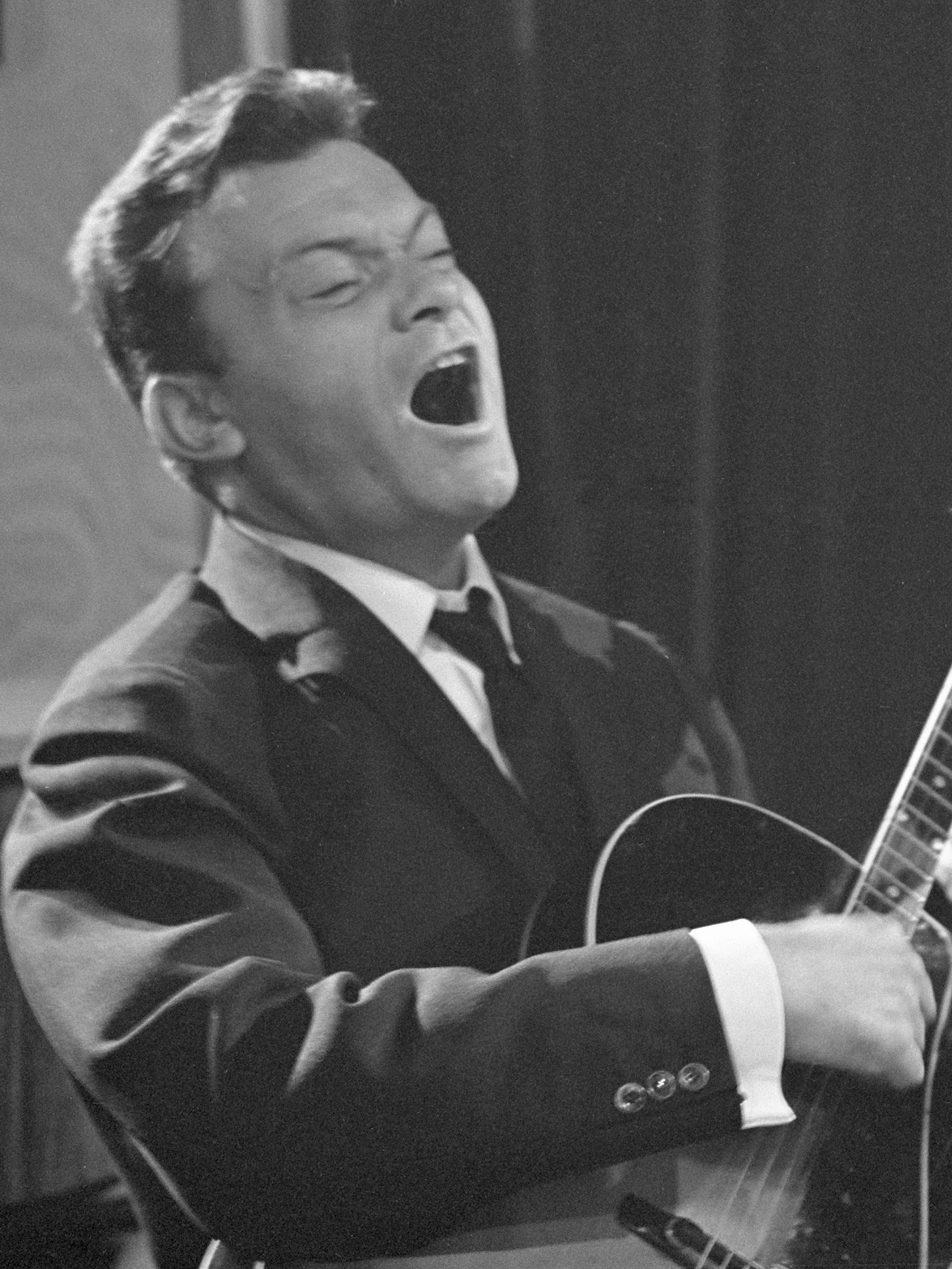
Georges Ulmer (1962)

Georges Ulmer (* 16. Februar 1919 in Kopenhagen; † 29. September 1989 in Marseille; eigentlich Jørgen Frederik Ulmer) war ein französischer Chanson-Schreiber und -Sänger dänischen Ursprungs.
Georges Ulmer wuchs in Spanien auf, 1939 kam er nach Paris. Er wurde Mitglied im Orchester von Fred Adison und arbeitete als Schauspieler, Schriftsteller und Komponist. Bekanntheit erreichte er jedoch vor allem als Sänger und Chansonschreiber. 1946 entwarf er zusammen mit Géo Koger sein berühmtestes Lied „Pigalle“, das auch heute noch zu den Evergreens zählt. Zahlreiche Lieder von ihm sind durch die amerikanische Folkloremusik geprägt. In den 50er Jahren geriet er künstlerisch in den Schatten von Yves Montand, dessen Lieder und Gesangsstil sehr ähnlich waren. Viele seiner Lieder wurden von anderen Interpreten übernommen. In den 60er Jahren zog er nach Cagnes-sur-Mer und es wurde zunehmend still um ihn.